# فرانسوا-لوئیس ترمبلی
فرانسوا-لوئیس ترمبلی (انگلیسی: François-Louis Tremblay؛ زادهٔ ۱۳ نوامبر ۱۹۸۰) اسکیت‌باز سرعت اهل کانادا است.